# Ben Cutmore
Benjamin Paul Cutmore (Cambridge, 10 marzo 2003) è un tuffatore britannico.

## Biografia
È allenato da Jane Figueiredo. La sua squadra di club è il Dive London Aquatics Club.
Nella tappa canadese del FINA Diving Grand Prix 2021 ha vinto la gara del sincro 10 m, gareggiando con Robbie Lee.
L'anno successivo al FINA Diving Grand Prix del 2022 di Calgary, ha vinto la medaglia d'argento nel sincro 10 m con, a fianco del connazionale Kyle Kothari.
Ha rappresentato l'Inghilterra ai Giochi del Commonwealth di Birmingham 2022, dove ha concluso al 4º posto nel sincro 3 m misto e nel sincro 10 m maschile.
Ai campionati europei di nuoto di Roma 2022 ha vinto l'oro nel sincro 10 m, con Kyle Kothari, e il bronzo nella piattaforma 10 m, terminando alle spalle dell'ucraino Oleksij Sereda e del connazionale Noah Williams.
Ai III Giochi europei di Rzeszów 2003 ha ottenuto il bronzo nel sincro 10 m, in coppia con Matthew Dixon, che gli ha consentito anche di ricevere il titolo di campione europei di tuffi, essendo il campionato integrato nei Giochi europei. Nella piattaforma 10 m ha concluso ai piedi del podio, dietro al tedesco Timo Barthel, al connazionale Robbie Lee e all'italiano Riccardo Giovannini.
Nel 2024, agli europei di Belgrado, è salito sul gradino più alto del podio del sincro 3 metri misti insieme a Desharne Bent-Ashmeil. Ha inoltre vinto il bronzo nella piattaforma 10 m e nel sincro 10 m, con Euan McCabe.

## Palmarès
| Anno                                  | Manifestazione          | Sede       | Evento          | Risultato | Prestazione | Note |
| ------------------------------------- | ----------------------- | ---------- | --------------- | --------- | ----------- | ---- |
| In rappresentanza della Gran Bretagna |                         |            |                 |           |             |      |
| 2022                                  | Europei                 | Roma       | Piattaforma 10m | Bronzo    | 438,35 p.   |      |
| 2022                                  | Europei                 | Roma       | Sincro 10m      | Oro       | 390,48 p.   |      |
| 2023                                  | Giochi europei          | Rzeszów    | Piattaforma 10m | 4º        | 410,75 p.   |      |
| 2023                                  | Giochi europei          | Rzeszów    | Sincro 10m      | Bronzo    | 372,69 p.   |      |
| 2023                                  | Giochi europei          | Rzeszów    | Squadra mista   | 7º        | 231,95 p.   |      |
| 2024                                  | Europei                 | Belgrado   | Piattaforma 10m | Bronzo    | 429,90 p.   |      |
| 2024                                  | Europei                 | Belgrado   | Sincro 3m misti | Oro       | 268,50 p.   |      |
| 2024                                  | Europei                 | Belgrado   | Sincro 10m      | Bronzo    | 350,70 p.   |      |
| 2025                                  | Europei                 | Antalya    | Sincro 3m misti | Bronzo    | 271,80 p.   |      |
| In rappresentanza dell' Inghilterra   |                         |            |                 |           |             |      |
| 2022                                  | Giochi del Commonwealth | Birmingham | Sincro 10m      | 4º        | 391,35 p.   |      |
| 2022                                  | Giochi del Commonwealth | Birmingham | Sincro 3m misti | 4º        | 297,30 p.   |      |